# بنین در المپیک تابستانی ۲۰۲۴
کاروان المپیکی بنین، یکی از کاروان‌های شرکت‌کننده در بازی‌های المپیک تابستانی ۲۰۲۴ بود. این دوره از بازی‌ها از ۲۶ ژوئیه تا ۱۱ اوت ۲۰۲۴ (۵ تا ۲۱ امرداد ۱۴۰۳ خورشیدی) به میزبانی پاریس، پایتخت فرانسه برگزار شد. این حضور، سیزدهمین حضور کاروان بنین در المپیک بود. ورزشکاران این کاروان تاکنون موفق به کسب مدال نشده‌اند.

## شرکت‌کنندگان
فهرست زیر به ورزشکاران این کاروان اشاره دارد.
| ورزش        | مردان | زنان | مجموع |
| ----------- | ----- | ---- | ----- |
| دو و میدانی | ۱     | ۱    | ۲     |
| جودو        | ۱     | ۰    | ۱     |
| شنا         | ۱     | ۱    | ۲     |
| مجموع       | ۳     | ۲    | ۵     |